# Джино Фано
Джино Фано (5 січня 1871 – 8 листопада 1952) — італійський математик, найбільш відомий як засновник скінченної геометрії. Народився в заможній єврейській сім'я в Мантуї, в Італії і помер у Вероні, в Італії.
У 1888 році вступив в Туринський університет, де був учнем Сегре Коррадо і Гвідо Кастельнуово. У 1893—1894 роках відвідував лекції Фелікса Кляйна в Геттінгені (ще до цього Фано перевів знамениту Ерлангенську програму Клейна на італійську мову). До 1899 року Фано був асистентом Кастельнуово в Римі, після чого отримав посаду професора в університеті Мессіни, а потім в Туринському університеті. У 1938 році він був змушений покинути цей пост через переслідування фашистського режиму і переїхав до Швейцарії. Після закінчення війни продовжував читати лекції в Італії, а також в Сполучених Штатах. Був обраний членом Національної академії деї Лінчеї.
Фано зробив значний внесок в проєктивну і алгебраїчну геометрію. Його робота з основ геометрії передує аналогічній, але більш популярній, роботі Давида Гільберта приблизно на десять років.
Джино Фано був батьком фізика Уго Фано і електротехніка Роберта Фано та дядьком фізика і математика Джуліо Рака.

## Математичні роботи
Фано був раннім автором в області кінцевих проективних просторів. У своїй статті про доказ незалежності свого набору аксіом для проективного n-простору, він розглядав, крім іншого, наслідки наявності четвертої четвертої гармонічної точки рівної її сполученому. Це призводить до конфігурації семи точок і семи ліній, що містяться в кінцевому тривимірному просторі з 15 точками, 35 лініями і 15 площинами, з яких кожна лінія містила тільки три точки.:114
Всі площини в цьому просторі складаються з семи точок і семи ліній і тепер відомі як площина Фано:
Фано продовжив опис кінцевих проективних просторів довільних розмірів і первинних порядків.
У 1907 році Джино Фано написав дві статті до третьої частини енциклопедії Кляйна. Першою статтею (с. 221—288) було порівняння аналітичної геометрії та синтетичної геометрії на основі їх історичного розвитку в 19 столітті. Другою (с. 282—388) була стаття про топологічні групи і теорію груп в геометрії, як об'єднувальний принцип у галузі геометрії.